# 포스탱 술루크
포스탱-엘리 술루크(Faustin-Élie Soulouque, 프랑스어 발음: [fostɛ̃ eli suluk], 1782년 8월 15일 ~ 1867년 8월 3일)은 아이티의 정치인이자 군사령관으로 1847년부터 1849년까지 아이티의 대통령을 역임했으며 1849년부터 1859년까지 아이티 황제를 역임했다.
술루크가 아이티 대통령으로 임명될 당시 그는 아이티 육군 장군이었다. 그는 독재 권력을 장악하고 지배 엘리트 군대를 숙청했으며, 행정직과 귀족에 흑인 충성파를 임명하고 비밀 경찰과 사병들을 창설했다. 술루크는 열렬한 부두교 신봉자로서 보코르와 만보의 참모진을 유지했고, 포르토프랭스에서 공개적으로 행해지는 부두교에 준공식적인 지위를 부여했다. 술루크는 1849년 포스탱 1세라는 이름으로 아이티 제2제국을 선포하고 1852년 공식적으로 황제로 즉위했다. 도미니카 공화국을 정복하려는 몇 차례의 시도가 실패하면서 그의 지지는 약화되었고, 1859년 파브르 제프라르 장군의 압박과 도미니카의 군사적 승리로 퇴위했다. 술루크는 일시적으로 자메이카로 추방되었다가 아이티로 돌아와 1867년 사망했다.
술루크는 아이티 혁명에 참여한 마지막 국가원수였고, 독립 이전에 태어난 마지막 국가원수였고, 노예였던 마지막 노예였고, 공식적으로 자신을 왕이나 황제로 추대한 마지막 국가원수였다.

## 참고자료
- "L’Empereur Soulouque et son empire", Gustave d’Alaux, Revue des Deux Mondes T.9, 1851, http://fr.wikisource.org/wiki/L%E2%80%99Empereur_Soulouque_et_son_empire.
- Léon-François Hoffman, Faustin Soulouque d'Haiti: dans l'histoire et la littérature, Paris : L'Harmattan, c2007.
- Robert Debs Heinl, Nancy Gordon Heinl, Michael Heinl, Written in blood: the story of the Haitian people, 1492–1995, University Press of America 1996
- Shaw, Karl (2005) [2004]. 《Power Mad!》 [Šílenství mocných] (체코어). Praha: Metafora. ISBN 80-7359-002-6.
- "Pedigree Resource File," database, FamilySearch: accessed 2014-04-07; entry for Faustin-Elie Soulouque Empereur d'Hayti, submitted by csimon2749684.
- Hartog, [dr.] Johan Curaçao; From Colonial dependence to autonomy. Oranjestad, Aruba: De Wit publishers 1968 (Faustin's exile on the island of Curaçao)
- Lines of succession: the case of Faustin Soulouque, emperor of Haiti
- Lachaud, Emmanuel, "The Emancipated Empire: Faustin I Soulouque and the Origins of the Second Haitian Empire, 1847-1859" (2021). Yale Graduate School of Arts and Sciences Dissertations.